# The Tides Return Forever
The Tides Return Forever – piętnasty album studyjny niemieckiej grupy rockowej Eloy, wydany w 1994 roku nakładem SPV.

## Lista utworów
Opracowano na podstawie materiału źródłowego.
| Nr | Tytuł utworu               | Muzyka                           | Długość |
| -- | -------------------------- | -------------------------------- | ------- |
| 1. | „The Day of Crimson Skies” | Frank Bornemann, Michael Gerlach | 5:02    |
| 2. | „Fatal Illusions”          | Frank Bornemann, Michael Gerlach | 9:22    |
| 3. | „Childhood Memories”       | Frank Bornemann, Michael Gerlach | 6:22    |
| 4. | „Generation of Innocence”  | Frank Bornemann, Michael Gerlach | 6:10    |
| 5. | „The Tides Return Forever” | Frank Bornemann, Michael Gerlach | 6:40    |
| 6. | „The Last in Line”         | Frank Bornemann, Michael Gerlach | 4:01    |
| 7. | „Company of Angels”        | Frank Bornemann, Michael Gerlach | 9:45    |
|    |                            |                                  | 47:22   |

- słowa napisał Frank Bornemann

## Twórcy
Opracowano na podstawie materiału źródłowego.
Muzycy:
- Frank Bornemann – gitary, śpiew
- Michael Gerlach – keyboardy, śpiew
- Klaus-Peter Matziol – gitara basowa

Dodatkowi muzycy:
- Nico Baretta – perkusja
- Jocelyn B. Smith – śpiew (5)
- Miriam Stockley – śpiew (7)
- Peter Beckett, Tom Jackson – śpiew (5, 7)
- Susanne Schätzle, Bettina Lux – wokal wspierający (6)
- Steve Mann – solo na gitarze akustycznej (5)
- Ralf Vornberger – gitara akustyczna (5)
- Dirk Michaelis – gitara akustyczna (3)

Produkcja:
- Frank Bornemann – produkcja muzyczna
- Gerhard "Anyway" Wölfle – inżynieria dźwięku